# Vissefjärda landskommun
Vissefjärda landskommun var en tidigare kommun i Kalmar län.

## Administrativ historik
Den 1 januari 1863 började kommunalförordningarna gälla och då inrättades cirka 2 500 kommuner (städer, köpingar och landskommuner), tillsammans täckande hela landets yta.
I Vissefjärda socken i Södra Möre härad i Småland inrättades då denna kommun. År 1930 bröts ett område ut för att bilda Emmaboda köping. Motsvarande område bildade Emmaboda församling först 1939. Kommunreformen 1952 påverkade inte Vissefjärda kommun, men återförening skedde 1969 i och med att Vissefjärda gick upp i dåvarande Emmaboda köping, sedan 1971 Emmaboda kommun.
Kommunkoden 1952-1968 var 0833.

### Kyrklig tillhörighet
I kyrkligt hänseende tillhörde kommunen Vissefjärda församling.

## Geografi
Vissefjärda landskommun omfattade den 1 januari 1952 en areal av 286,17 km², varav 266,07 km² land.

### Tätorter i kommunen 1960
| Tätort      | Folkmängd |
| ----------- | --------- |
| Lindås      | 947       |
| Vissefjärda | 623       |

Tätortsgraden i kommunen var den 1 november 1960 41,5 procent.

## Politik

### Mandatfördelning i valen 1938-1966
| 10 | 12 | 3 |

| 25 |

| 10 | 12 | 3 |

| 24 |

| 10 | 12 | 3 |

| 24 |

| 10 | 12 |  | 2 |

| 25 |

| 11 | 9 |  | 4 |

| 24 |

| 10 | 10 |  | 4 |

| 24 |

| 12 | 9 | 4 |

| 25 |

| 10 | 9 | 2 | 4 |

| 24 |